# Okazaki Kōzō
Okazaki Kōzō (jap. 岡崎 宏三; * 1919 in Tokio, Japan; † 13. Januar 2005 ebenda) war ein japanischer Kameramann. In seiner Karriere arbeitete er an über 140 Filmen mit.
In den 1930er Jahren trat er der Filmgesellschaft Ōizumi Satsueisho (大泉撮影所) als Kameraassistent bei und lernte dort unter Aoshima Junichirō (青島順一郎). 1940 war er bei Fukada Shūzōs Film Ao no Kinenbi (愛の記念日) erstmals allein für die Kamera verantwortlich, wie er es für alle folgenden Filme auch sein sollte. Zu seinen bekanntesten Arbeiten zählen Gosha Hideos Goyokin (1969), Shinoda Masahiros Buraikan (1970), Kobayashi Masakis Inochi bō ni furō (1971) und John Berrys Bären sind nicht mehr zu bremsen (1978). 1974 war er gemeinsam mit Duke Callaghan für die Kamera bei Sydney Pollack Yakuza verantwortlich. Weitere Regisseure, mit denen er zusammenarbeitete, waren zum Beispiel Imai Tadashi, Ichikawa Kon und Toyoda Shirō. Mit letzterem schuf er über zehn Filme gemeinsam.
Für Matsuyama Zenzos Rokujo yukiyama tsumugi gewann er 1966 den Blue Ribbon Award. Beim Mainichi-Filmwettbewerb wurde er viermal – 1970, 1972, 1975 und 1976 – für die „beste Kamera“ ausgezeichnet. Für den Japanese Academy Award war er 1978 für Die Alaska-Story und Nemunoki no uta ga kikoeru, 1980 für Haitatsu sarenai santsu no tegami sowie 1991 für Sensō to seishun nominiert.
Er starb 2005 im Alter von 86 Jahren an Krebs.